# Église collégiale du naufrage de saint Paul de La Valette
L'église collégiale du naufrage de saint Paul est une église catholique située à Malte. Une statue de l'apôtre, sculptée par Melchiorre Gafà, est promenée dans la ville le 10 février, jour de la fête de la Saint-Paul, qui est également le saint patron de La Valette.

## Historique
La construction de cette église au XVIe siècle fait référence au naufrage de saint Paul en l'an 60 sur l'île, où il réussit à convertir au christianisme le gouverneur Publius, faisant de Malte une des premières terres chrétiennes de l'Empire romain. La présente église date du XVIe siècle, conçue par Cassar, et subit quelques modifications en 1629 par l'architecte Melchiorre Gafa, notamment l'ajout d'une chapelle dédiée au Saint-Sacrement.

## Architecture

### Décor intérieur
L'édifice dispose de remarquables fresques d'Attilo Palombi, ainsi qu'un autel sculpté par Antoine de Favray. Une statue en bois de Saint-Paul est de la main de Melchiorre Gafa, le brillant frère de Lorenzo.

### Trésor sacré
De magnifiques pièces en or et en argent peuvent être admirées, notamment un trône en argent du XVIIIe siècle.

#### Reliques
L'église compte deux reliques précieuses, à savoir la relique du poignet droit de saint Paul ainsi qu'une partie de la colonne où le saint apôtre fut décapité.